# Thomas Bay
Pour les articles homonymes, voir Bay.
Thomas Bay, né le 22 août 1970 à Hvidovre,, est un coureur cycliste danois. Il a évolué au niveau professionnel au sein de l'équipe Motorola.

## Palmarès

### Palmarès sur route
- 1989
  - Jard-Les Herbiers
- 1990
  - Ronde du Pays basque
  - 4e étape du Grand Prix François-Faber
- 1991
  - Grand Prix de l'ACBB
  - Tour de Tarn-et-Garonne :
    - Classement général
    - 1re étape

  - Bol d'Air creusois
  - 2e du Circuit de Saône-et-Loire
  - 2e de Bourg-Oyonnax-Bourg
- 1992
  - 3e du Tour de l'Ain

### Palmarès sur piste
- 1988
  -  Champion du Danemark de poursuite par équipes juniors (avec Bo Hamburger, Jan Bo Petersen et Claus Holm)
  - 2e du championnat du Danemark de course aux points juniors